# Acacia storyi
Acacia storyi är en ärtväxtart som beskrevs av Mary Douglas Tindale. Acacia storyi ingår i släktet akacior, och familjen ärtväxter. Inga underarter finns listade i Catalogue of Life.